# さんぢゑご丸
さんぢゑご丸（さんぢえごまる）は、三菱商事が保有した石油タンカー。日本最初のディーゼル推進タンカーである「さんぺどろ丸」型の2番船として1928年に竣工した。太平洋戦争前に建造された日本の航洋タンカーのうち終戦時に健在だった唯一の船で、太平洋戦争後も船団式捕鯨や石油輸入に長く活躍した。32年間も一貫して石油輸送に従事した功績から、「さんぢゑご丸を知らずして、タンカーを語るなかれ」と日本の海運関係者の間で評された。

## 建造
1920年代になると、軍艦をはじめとした船舶燃料の石炭から重油への切り替えが進むなど、石油需要が拡大した。日本でも傾向は同様で、1921年に初の近代的な国産航洋タンカー「橘丸」が竣工したのを皮切りに、石油輸入用のタンカー建造が始まっていた。そこで、日本海軍向けの石油を取り扱ってきた三菱商事は、石油需要のさらなる拡大を見越し、タンカー3隻を新造することにした。
こうして、三菱商事が1926年（大正15年）末に発注したのが、「さんぺどろ丸」級タンカーである。その2番船は、1928年1月に三菱長崎造船所で進水して「さんぢゑご丸」と命名され、同年3月8日に竣工した。なお、姉妹船としては3番船の「さんるいす丸」が建造されたほか、小倉石油が船主の「第一小倉丸」と「第二小倉丸」も同型である。後に、寸法をヤード・ポンド法からメートル法に改めて再設計した、「さんらもん丸」級2隻も建造されている。

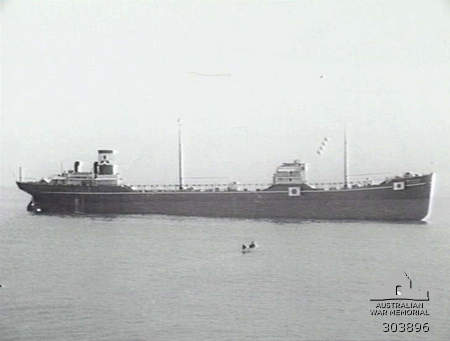
準同型の「さんらもん丸」。基本的なデザインは本船と同じである。（参考画像）

船体の基本的なデザインは、船尾機関型で船首寄りに船橋を置いた当時の典型的な大型タンカーである。油槽は18個のタンクと12個のサマータンクに区画されていた。油槽のほか、船首近くには容量1000トンの通常貨物用船倉が設けられており、北米向けの生糸輸出に使うことが想定された。この貨物倉の蓋に1番船の「さんぺどろ丸」では横へスライドするマッカンキング式を日本で初めて採用したが、「さんぢゑご丸」は異なった形式の可能性がある。
「さんぺどろ丸」級の最大の特色は、日本のタンカーとして初めてディーゼルエンジンを搭載したことである。経済性の高い大型商船用ディーゼルエンジンは、1920年代に本格的に実用化され、日本でも1924年竣工の貨物船「赤城山丸」から導入が始まっていた。本船はスルザー社製のディーゼルエンジンを採用した。後の大型タンカーと異なって有事の補給艦としての利用は考慮されていなかったため、経済性重視の低出力機関で、低速船であった。

## 運用

### 太平洋戦争前
竣工した「さんぢゑご丸」は、実質的に発足したばかりの三菱商事船舶部の持ち船として、姉妹船とともにカリフォルニア州産の石油輸入に専従した。約12年間の北米航路では安定した運航を実現した。唯一のトラブルは、1930年2月初旬のロサンゼルスから徳山市第3海軍燃料廠への航海で、悪天候により上甲板へ亀裂が入ったことであった。やむを得ず積荷の重油の半分を投棄して沈没を免れている。この事故は、その後の船舶設計において参考となった。
日米関係が緊迫する中、1940年9月にはカリフォルニアからオランダ領東インド（蘭印）へと目的地が変更され、以後は日蘭会商に基づく蘭印産の石油輸入に従事した。しかし、蘭印産の石油も、翌年8月のアメリカ合衆国による対日石油禁輸と合わせて輸出停止となった。

### 太平洋戦争
太平洋戦争勃発約1か月前の1941年11月5日をもって、「さんぢゑご丸」は日本海軍に海軍省の一般徴用船として徴用された。開戦時には、台湾方面の海軍艦艇に対する補給任務を命じられたが、12月8日に豊後水道付近で日本海軍が防御用に敷設していた機雷に誤って接触し、大破してしまった。
日立造船因島造船所で3カ月かけて修理された後、1942年3月10日に、特設運送船（乙）として再び海軍に徴用された。主に後方での石油輸送に従事し、例えば1943年11月から翌年3月の期間にはボルネオ島ミリから日本本土へ2度の原油輸送（計約24000キロリットル）に成功し、付随して米やマニラアサ、人員の輸送も行っている。タンカー不足を補うために開発された無動力艀型の特殊油槽船の曳航も実施した。航海中、1943年9月には敵潜水艦の魚雷攻撃を受けたが、命中前に魚雷が過早爆発したため助かった。門司発・高雄港行きの第130船団加入中、1944年1月23日に僚船「ぱなま丸」（栗林商船：5289総トン）が空襲で撃沈された際には、乗船していた陸軍兵や船員ら927人を徹夜で救助し、陸軍から感謝状を贈られている。
1944年3月25日をもって「さんぢゑご丸」は海軍からの徴用を解除された。以後は民需船の建前で船舶運営会の管理下に入り、軍需輸送にも協力する海軍配当船として運航されている。1944年4月に低性能タンカー主体でミリと日本本土を結ぶ石油護送船団であるミ船団の運航が始まると、「さんぢゑご丸」は姉妹船「さんるいす丸」などとともに中核的存在として加入することになった。まず、6月から8月にかけて、ミリ経由でシンガポールまで往復に成功した。日本帰還後、徳山碇泊中の8月15日に接舷中の給水船が火災を起こす事故があり、乗員1人が死亡している。1944年後半にはアメリカ軍の潜水艦や航空機による通商破壊の激化のため日本の輸送船被害は増大、姉妹船も次々と沈み、最後まで残った「さんるいす丸」もヒ86船団加入中の1945年1月に撃沈された。しかし、「さんぢゑご丸」は、9月から12月にかけてミ19船団（輸送船6隻撃沈破）とミ20船団（輸送船2隻・護衛艦1隻撃沈）という危険な航海に加わってミリまで往復し、無事に輸送を終えている。戦況の悪化から12月にミ船団の運航は打ち切りとなった。
ミ20船団で日本に帰った「さんぢゑご丸」は、1945年1月中旬まで修理を受けた後、「せりあ丸」などとともに呉港周辺の瀬戸内海で待機が続いた。一度はシンガポール行きの石油船団であるヒ船団への加入が命じられたものの、集合地の門司まで回航した時点で出撃見合せとなった。日本海方面の海軍艦艇への補給任務のため6月末に七尾湾に進出し、空襲除けのカモフラージュを施した状態で終戦の日を迎えた。開戦時に40隻以上あった日本の大型タンカーのうち、終戦時に健在なのは本船だけであった。

### 太平洋戦争後
太平洋戦争後、「さんぢゑご丸」は数少ない可動タンカーとして日本の復興に活躍した。1945年11月にGHQの指示で横浜港に回航され、整備を受けた。そして、GHQの日本商船管理局（SCAJAP）統制下の日本船を示すSCAJAP番号としてX041を割り当てられ、横須賀港を拠点に浦賀沖で復員船に給油する任務に従事した。1946年12月に南極海での母船式捕鯨が再開されると、給油船兼鯨油中積みタンカーとして捕鯨船団に加わり、1949年3月まで3回にわたって南極海に出動している。生産された鯨肉は食糧難を救い、鯨油は貴重な外貨源となった。
1948年8月にGHQがペルシャ湾へのタンカー配船を許可すると、「さんぢゑご丸」も1949年5月15日に5番手としてペルシャ湾に赴いた。これは、日本にとって太平洋戦争後初めての商用外国航路であった。その後、「さんぢゑご丸」はペルシャ湾や北米からの石油輸入のため、三菱海運を船主としてさらに約10年間も航海を続けたが、1960年2月に第一線での運用を終えた。船体は坂口興産にスクラップとして売却され、同年9月に解体された。号鐘は横浜みなと博物館に保存されている。